# Oricourt
Oricourt é uma comuna francesa na região administrativa de Borgonha-Franco-Condado, no departamento de Alto Sona. Estende-se por uma área de 3,65 km². Em 2010 a comuna tinha 40 habitantes (densidade: 11 hab./km²).